# Le tre paure
Le tre paure (The Three Fears) è un romanzo giallo del 1949 scritto da Jonathan Stagge (pseudonimo del duo di giallisti già attivi come Patrick Quentin); è il nono e ultimo della serie con protagonisti il dottor Hugh Westlake e sua figlia Dawn, che però non appare in quest'ultimo romanzo.

## Trama
Il dottor Westlake è ospite di alcuni suoi amici, la coppia Don e Tansy Lockwood. Tramite loro, fa la conoscenza della famosa attrice di Broadway Daphne Winters (la divina) e della sua "corte" di giovani ammiratrici. Come vicina, però, Daphne ha l'attrice Lucy Milliken, da sempre sua rivale sulla scena...e ora nella vita di tutti i giorni (perché le persone di cui si circonda Lucy, compresa la sua famiglia, non la sopportano e vengono invece presto attratte dal fascino di Daphne). Le due si incontrano per un tè in casa di Lucy, e la tensione è subito palpabile. In più, irrompe la tragedia: ma a morire non è nessuna delle due primedonne, bensì una giovane protetta di Daphne, Sybil Wentworth, avvelenata con il cianuro. Era lei la vittima predestinata? O era caduta per sbaglio vittima di un assassino che ce l'ha con la divina, tanto da organizzarle una serie di "scherzi" che giocano con le "tre paure" di cui tutti sanno che l'attrice soffre (il veleno, il fuoco, il ritrovarsi rinchiusa)?
Inutile dire che sciogliere questi dubbi toccherà al dottor Westlake, che si trova a doversi muovere in un ambiente (quello del teatro, e della televisione) costruito sulle apparenze e sul non detto, e quindi il più adatto a celare un assassino...

## Personaggi principali
- Hugh Westlake, medico di Kenmore
- MacDonald "Don" Lockwood, medico
- Tansy Lockwood, sua moglie
- Daphne Winters, la divina, attrice
- Evelyn Evans, segretaria di Daphne
- Lucy Milliken, attrice
- Walter Milliken, padre di Lucy
- Spray Milliken, figlia di Lucy
- Morgan Lane, nuovo marito di Lucy
- Gretchen Mark, Sybil Wentworth, protette di Daphne Winters
- Ispettore Reed

## Edizioni italiane
- Le tre paure, collana Il Giallo Mondadori n. 141, Arnoldo Mondadori Editore, ottobre 1951.
- Le tre paure, collana I classici del Giallo Mondadori n. 675, Arnoldo Mondadori Editore, dicembre 1992, pp. 191.